# Anemone tetonensis
Anemone tetonensis là một loài thực vật có hoa trong họ Mao lương. Loài này được Porter ex Britton mô tả khoa học đầu tiên năm 1891.